# Johannes van Dewall
Johannes van Dewall (pseudonym för August Kühne), född den 29 november 1829 i Herford i Westfalen, död den 16 april 1883 i Wiesbaden, var en tysk romanförfattare.
Kühnen, som blev artilleriofficer i Berlin 1848, deltog med utmärkelse i fälttågen 1866 och 1870-71 samt erhöll 1885 avsked som överstelöjtnant. 
Dewall skrev en oavbruten följd vanligen från societetslivet hämtade romaner och noveller, bland vilka kan nämnas Else Hohenthal (1875; svensk översättning, 1880), de humoristiska Kadettengeschichten (1877; "Från mina kadettår", 1881) och Ein mann (1883; "En man", samma år).